# Mossos d'Esquadra

Mossos d'Esquadras logotyp.

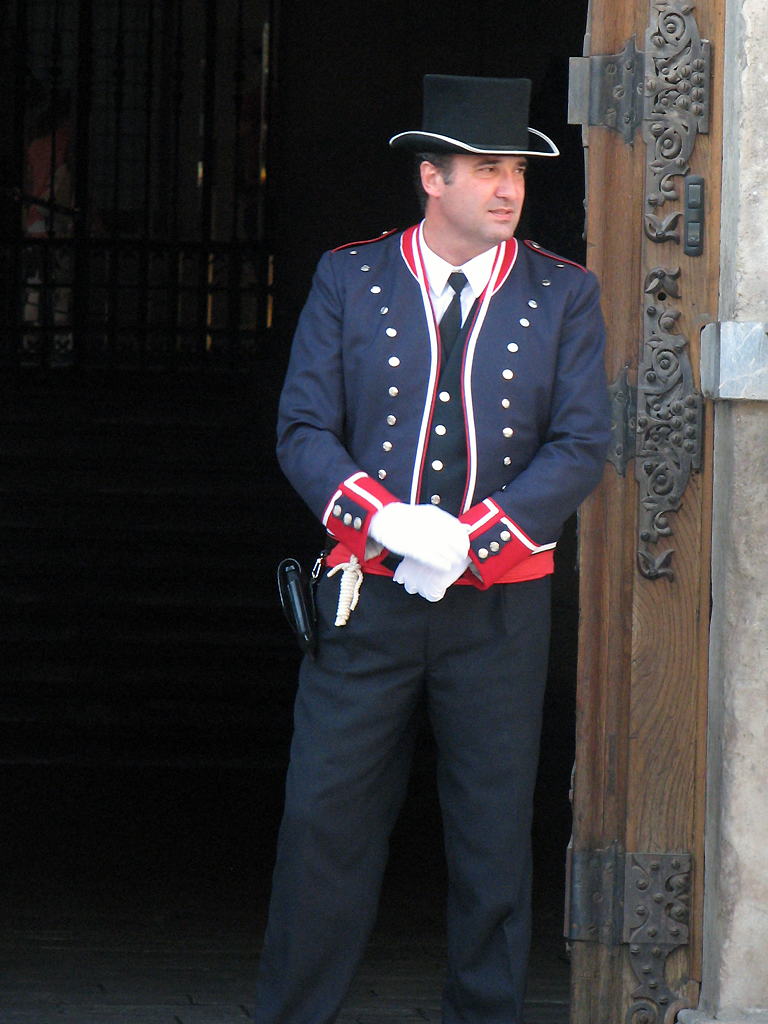
"Mosso" i paraddräkt.

Mossos d'Esquadra, officiellt Policia de la Generalitat de Catalunya – Mossos d'Esquadra, är Kataloniens poliskår. Den har rötter tillbaka till 1700-talet, även om den i sin moderna skepnad infördes först efter en lag 1983. Kåren har ersatt både Policía Nacionals och Guardia Civils allmänna funktioner i regionen.

## Historisk utveckling
Mossos d'Esquadras ursprung finns bland en av Europas äldsta civila poliskårer "Esquadros de Catalunya", som grundades på 1700-talet. Då bestod kåren av soldater som hade stridit som irreguljära i Spanska tronföljdskriget. Kåren organiserades av borgmästaren i staden Valls nära Tarragona 1719-1721. Kåren var bemannad av lokalbefolkningen, som måste tala katalanska och vara förtrogna med stigar, grottor och gömställen i området. Den placerades så småningom under militärt överbefäl, men var mindre centraliserad än den 1817 bildade nationella spanska polisen (då kallad Intendencia General de Policía) eller den 1844 bildade Guardia Civil, vars personal systematiskt var stationerade i andra orter än hemorten. Den upplöstes 1868 av general Juan Prim, sedan drottning Isabella II avsatts, då Mossos alltid hade varit rojalister. 
Kåren återupprättades 1876 under Isabellas son kung Alfons XII, men bara i provinsen Barcelona. Under hans son Alfons XIII var kåren inte välsedd i Katalonien, speciellt inte av den katalanska lantdagen (Mancomunitat de Catalunya), som var tvungen att finansiera kåren men inte hade något inflytande över dess verksamhet. När den andra spanska republiken utropades 1931 stödde Mossos det katalanska självstyret och stod under inbördeskriget på republikens sida. Efter kriget flydde Mossos från Katalonien, och kåren upplöstes av frankisterna.
1950 tilläts staden Barcelona att upprätta en avdelning av Mossos. Det var en militariserad kår, föga lik dess föregångare, med begränsade befogenheter och med en liten personalstyrka. Efter demokratins införande, som också medförde ökad regional autonomi, ökades antalet poliser och kåren fick utökade befogenheter. Sedan 1980 lyder den under Generalitat de Catalunya (den regionala regeringen i Katalonien). Den nuvarande utformningen av den autonoma polisen skapades genom en regional lag 1983, vilken omdanade Mossos till en modern, civil poliskår. Kåren har nu ersatt både Policía Nacional och Guardia Civil i regionen. Denna process påbörjades 1994 och avslutades under 2008.
2016 hade denna poliskår 16 783 (varav 13 221 män och 3 562 kvinnor) anställda på olika nivåer. Det kan jämföras med den svenska polisens totalt knappt 30 000 anställda, för ett cirka 30 procent större invånartal. Vid sidan av Mossos d'Esquadra finns dock i en del katalanska städer särskild stadspolis (guàrdia urbana), och dessutom har Guardia Civil vissa säkerhetsfunktioner i alla Spaniens delar.

## Organisation

### Generaldirektionen

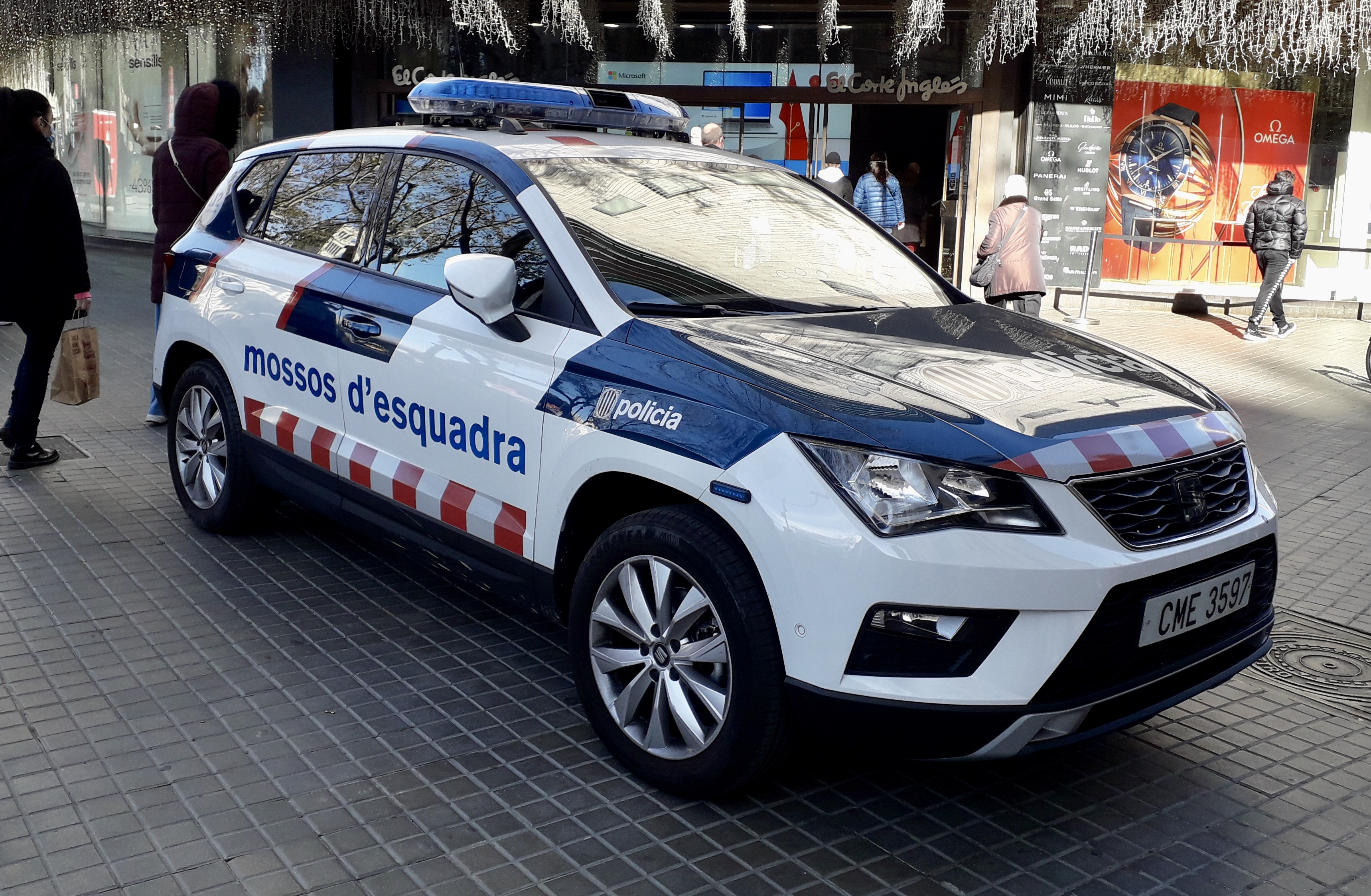
Den nya patrullbilen, presenterad 2020, av modellen SEAT Ateca.

Under generaldirektionen för polisen lyder:
- Subdirektionen för polisoperationer

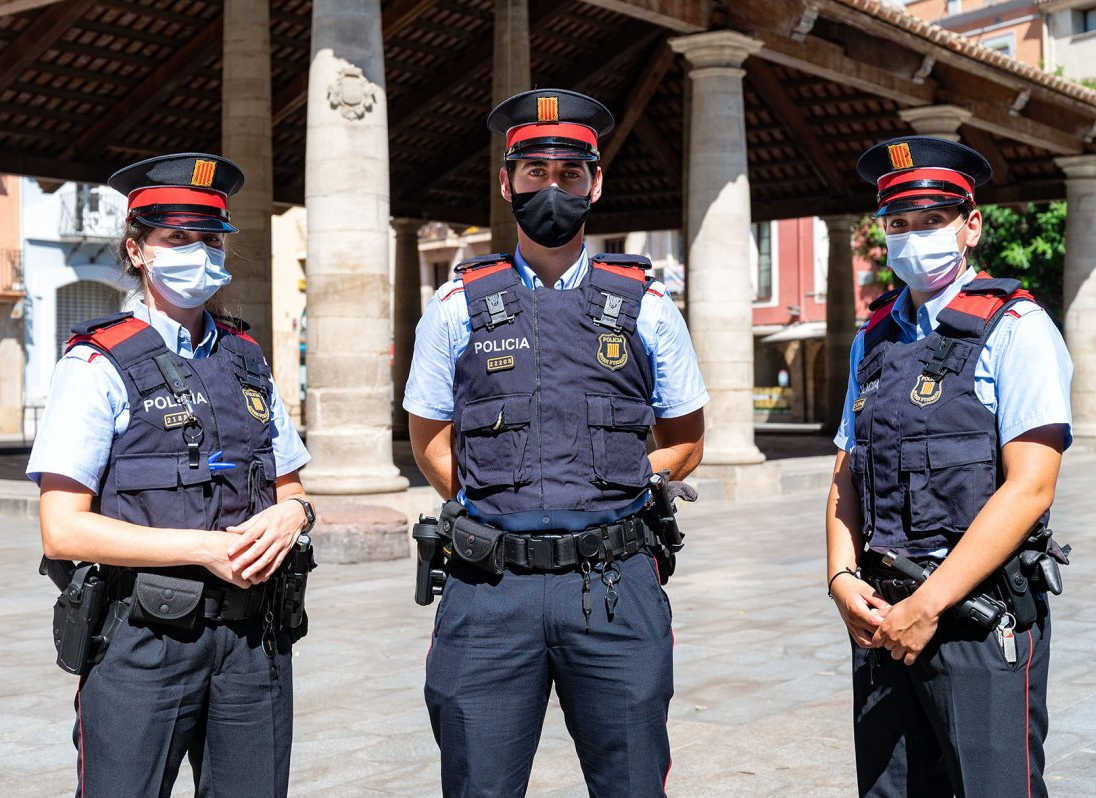
Mossos i patrulluniform

  - Generalkommissariatet för den territoriella polisverksamhet (CGTER)
    - Teknisk avdelning
    - Trafikavdelning
    - Regionala koordinationscentralen för huvudstaden (med tre polisregioner)
    - Regionala koordinationscentralen för landsorten (med sex polisregioner)

  - Mossos i patrulluniformGeneralkommissariatet för brottsutredningar (CGIC)
    - Kriminalteknisk avdelning
    - Kriminalavdelning

  - Generalkommissariatet för operativa resurser (CGRO) 
    - Insatsavdelning
    - Avdelning för operativt understöd
- Generalkommissariatet för planering och administration (CGPO)

### Polisregioner

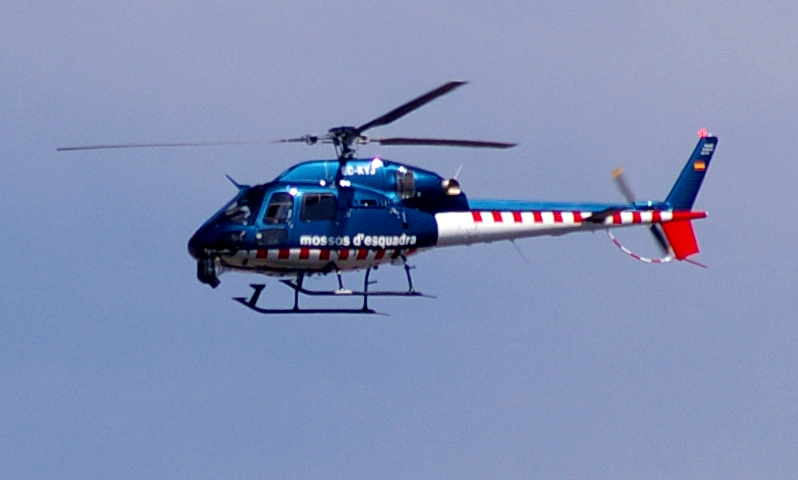
Mossos d'Esquadra logotyp helikopter.

- Mossos d'Esquadra logotyp helikopter.Regió Policial Metropolitana Barcelona (med 10 polisområden)
- Regió Policial Metropolitana Nord (med 11 polisområden)
- Regió Policial Metropolitana Sud (med 10 polisområden)
- Regió Policial Girona (med 9 polisområden)
- Regió Policial Ponent (med 3 polisområden)
- Regió Policial Pirineu Occidental (med 4 polisområden)
- Regió Policial Central (med 5 polisområden)
- Regió Policial Camp de Tarragona (med 4 polisområden)
- Regió Policial Terres de l'Ebre (med 3 polisområden)

I varje polisområde finns ett eller två kommissariat (polisstationer) och upp till fem närpolisstationer.

## Särskild insatsstyrka (AGEI)

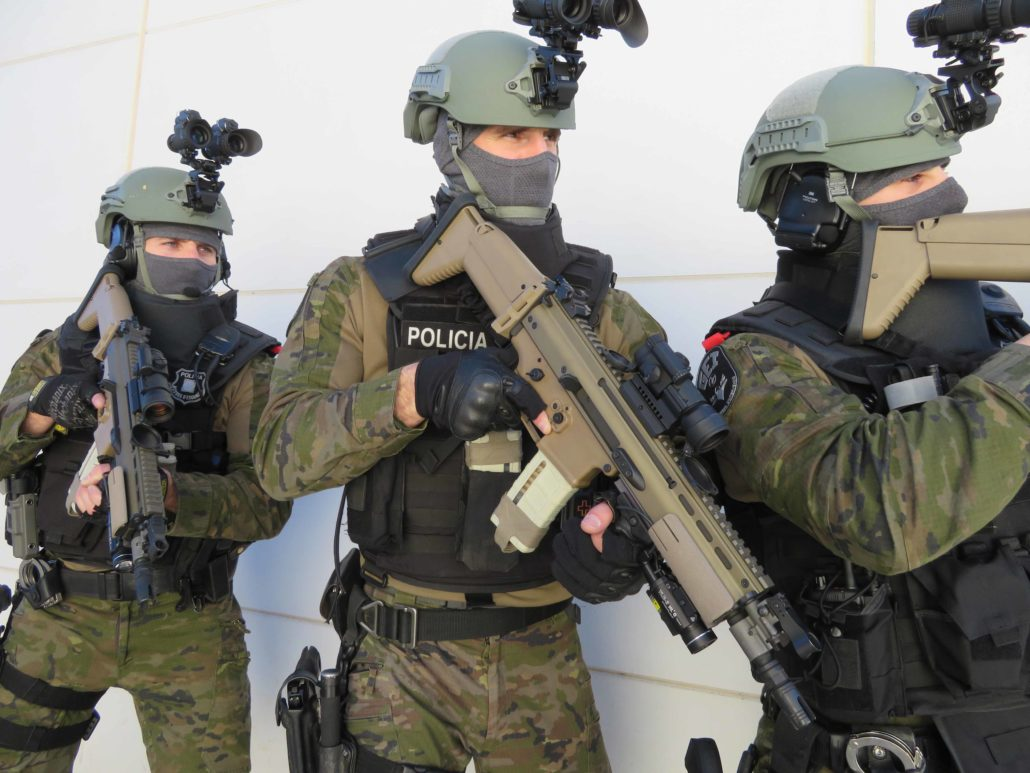
Särskild interventionsgrupp från Mossos d'esquadra

Särskild insatsstyrka (GEI) på katalanska: Grup Especial d'Intervenció.
Area of Special Intervention Groups eller AGEI (eller helt enkelt GEI) är ett Mossos d'Esquadra-organ specialiserat på insatser med hög risk för väpnat våld (såsom terroristfängelse, räddningar av gisslan, skydd av personligheter etc.). Detta polisområde är organiskt beroende av Insatsavdelningen. I den anglosaxiska världen är motsvarigheten till denna typ av polis SWAT.

Denna grupp skapades 1984 i samarbete med Spezialeinsatzkommando (SEK) i Tyskland. Den hölls hemlig i väntan på de säkerhetsutmaningar som skulle uppstå i samband med arrangemanget av de olympiska spelen i Barcelona 1992. Dessutom var den andra anledningen till att den skapades överföringen av fängelsernas befogenheter till Generalitat de Catalunya som gjorde det nödvändigt att ha en politik som kunde hantera upplopp och/eller gisslantagande.
Senare med Special Operations Group (GEO) i den spanska nationella poliskåren 1991, som gav honom råd i olika frågor.

## Ford

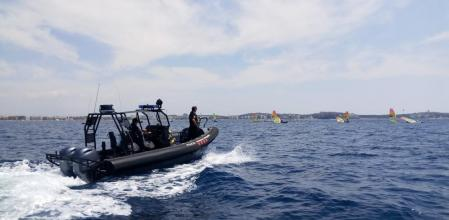
Den maritima enheten Mossos d'esquadra Inspekterar båtracing.

- Den maritima enheten Mossos d'esquadra Inspekterar båtracing.Fordonen är patrullerande och diskreta, kraftfulla bilar och skåpbilar. De har också ett bepansrat 4x4-fordon (NIJ IV-nivå). De använder även helikoptrar från Generalitat de Catalunya.

## Personal

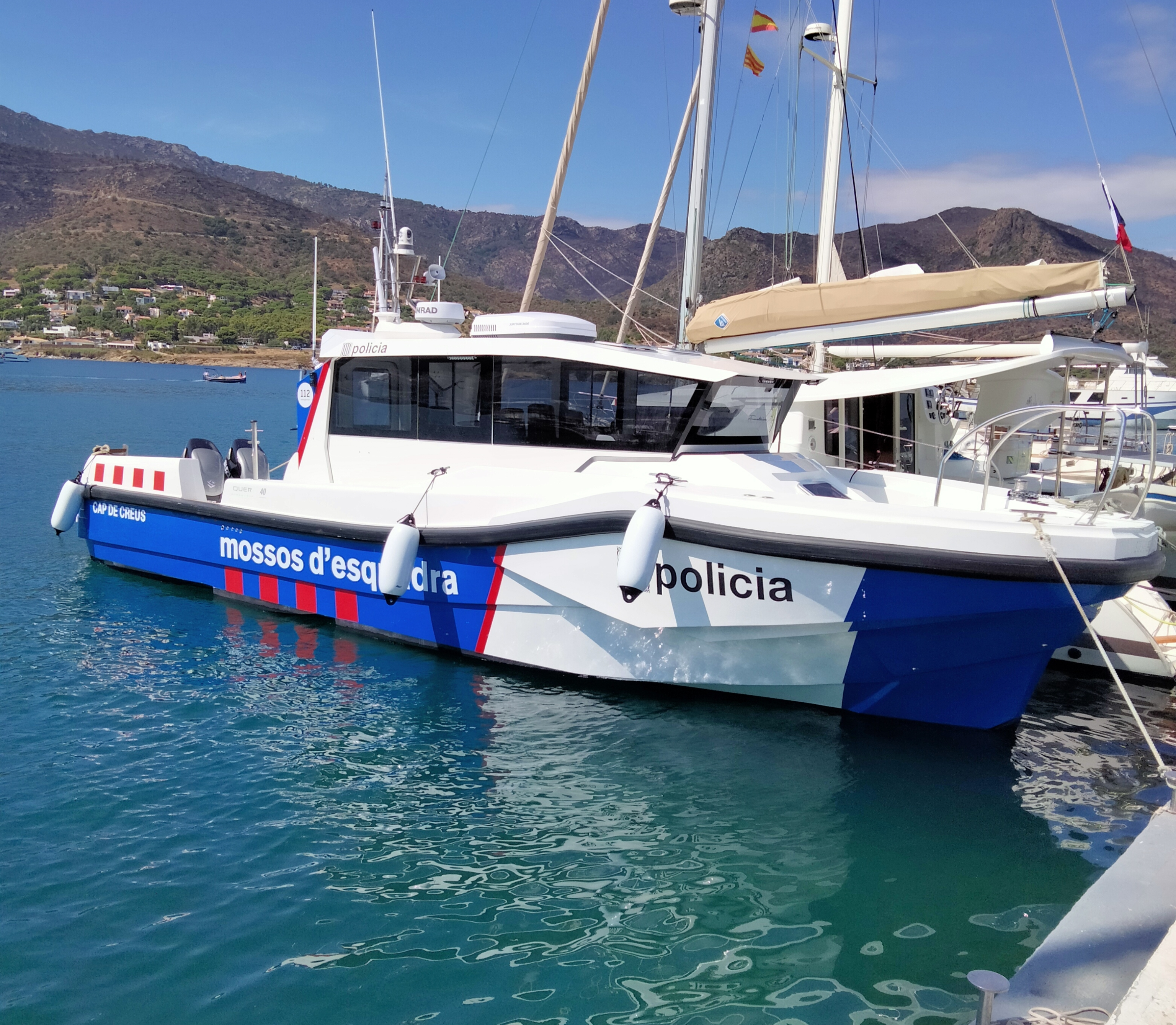
Maritim patrull av Cap de Creus, förtöjd i Port de la Selva.

| Grad                | Mosso (Agent)    | Caporal          | Sergent                      | Sotsinspector      | Inspector                         | Intendent        | Comissari    | Major         |
| Grad- beteckning    |                  |                  |                              |                    |                                   |                  |              |               |
| Svensk motsvarighet | Polis- assistent | Polis- inspektör | Polis- inspektör (gruppchef) | Polis- kommissarie | Polis- kommissarie (sektionschef) | Polis- intendent | Polismästare | Polisdirektör |